# 湯原信光
湯原 信光（ゆはら のぶみつ、1957年8月14日 - ）は、東京都杉並区出身のプロゴルファー。岡藤ホールディングス所属。

## 経歴・人物
7歳からゴルフを始め、1974年・1975年には日本ジュニアを連覇。1974年には霞ヶ関CC東コースで行われたが、アマのコースレコード67を打ち立てての初優勝であった。日本大学時代の1977年には関東オープンでベストアマを獲得し、メキシコで行われた国際アマペアでも優勝。1979年には日本アマ、シンガポールで行われたアジア太平洋アマで優勝。アマチュア時代は27回の優勝を達成し、日大経済学部産業経営学科を卒業した1980年9月1日に全日空札幌オープンでプロデビュー。2年目の1981年には関東オープンでプロ初制覇を果たすと、ジュンクラシックも制してランキング5位に付け、ゴルフ以外ではベストドレッサー賞を受賞。倉本昌弘・羽川豊と共に「3羽ガラス」と呼ばれ、スイングの美しさは学生時代から定評があった。1983年のフジサンケイクラシックでは首位で最終日を迎えたが、川奈名物の強風に翻弄され、その合間を縫って倉本の浮上を許す。しかし、倉本ボギーに対し、湯原はパーパットをねじ込んで辛くも逃げ切る。2年ぶりの3度目の優勝で「どこまで勝ち星を伸ばすか」と注目され、1986年には世界選手権日産カップ代表に選出されて優勝、1987年・1992年にはダンヒルカップ代表、1986年・1987年には日米対抗代表に2年連続で選出される。1988年には春に疲労が抜けない為、診療を受けたら肝炎で生命の危機にさらされるが生還。1993年にスキーで右膝を故障、1996年には開幕前に右肘痛が発生。1999年には序盤に重度の椎間板ヘルニアで7月まで戦列を離れ、特別保障制度の適用を受けるなど、度重なる怪我や疾患に悩まされた。それでもシード権は守ってきた精神力の強さは並大抵のものではなく、日本を代表するショットメーカーで、特にアイアンショットの切れ味は、右に出るものはないと言われた。20年守り続けたシード権を失った2000年と2001年にはグリーンへのパーオン率が2年連続1位となったが、2000年はツアーの選手会長に推され、自身のプレーより選手会運営にも心血を注いだ。1992年のヨネックス広島以来、優勝から見放されてきたが、2002年夏のKBCオーガスタで桧垣繁正、桑原克典ら若手を抑えて7アンダーで振り切り、10年ぶりのツアー7勝目を飾った。
2013年6月には東京国際大学ゴルフ部監督に任命され、7月には本学人間社会学部特命教授にも就任。現役プロがフルタイムの監督として学生を指導するのは日本では初めてであるが、就任時に関東学生ゴルフ連盟のCブロックであった同ゴルフ部を2ヶ月後の秋季Cブロック対抗戦、2014年5月の春季Bブロック対抗戦連覇に導き、就任僅か1年足らずで創部以来初のAブロックに昇格させた。特命教授としては一般学生にゴルフの講義を受け持ち、監督としては特別なメソッドを部員に指導している。
シニアツアーでは近年、怪我や病気に悩まされることが多くなり、2020年には左足首の骨折。2021年は11試合で棄権5試合、賞金ランクも82位にとどまった。体を戻す最中でもあり、コース内を歩くためにストックを使用する場面もあった。2022年は生涯獲得賞金ランク20位以内での出場となる。

## 主な優勝

### レギュラー
- 1981年 - ジーン・サラゼン ジュンクラシック、関東オープン
- 1983年 - フジサンケイクラシック
- 1990年 - ポカリスエットオープン
- 1992年 - 札幌とうきゅうオープン、ヨネックスオープン広島
- 2002年 - 久光製薬KBCオーガスタ

### シニア
- 2010年 - 皇潤クラシックシニアオープントーナメント

## 主な出演

### テレビ番組
- 湯原・逸見のゴルフ苦楽部（テレビ東京）
- スポーツWAVE（フジテレビ、1994年4月 - 1995年3月・日曜担当）
- 趣味百科 ベストゴルフ 100を切るために（NHK教育テレビ、1996年10月 - 12月）※森口祐子と出演

### CM
- マスタックス（日立製作所）
- ビタシーゴールド（常盤薬品工業）

### ゲーム
- 遥かなるオーガスタ マスターズ'98（N64） - 解説者として